# نانسي راينر
نانسي راينر (بالإنجليزية: Nancy Reiner)‏ هي فنانة أمريكية، ولدت في 21 أبريل 1942، وتوفيت في 9 سبتمبر 2006.